# Rampant
Rampant (рус. буйный, неистовствующий, неистовый, необузданный) — пятый студийный альбом шотландской рок-группы «Nazareth», записанный и вышедший в 1974 году.

## Создание
После успеха предыдущих двух альбомов группа поспешила записать следующий (это был третий альбом группы, записанный ею в течение 15 месяцев).
В записи этой пластинки музыканты впервые используют клавишные: они пригласили друга, коллегу Гловера (продюсера группы) по «Deep Purple" — клавишника Джона Лорда — который записал партии органа на песне «Shanghai’d In Shanghai» (сингл с этой песней не попал в Топ-40, хотя и получил благоприятный обзор некоторых критиков).
Он стал последним альбомом, который продюсировал Роджер Гловер (после него место за продюсерским пультом занял Мэнни Чарлтон).
После выхода этого альбома следующий, 1975 год стал годом больших перемен для Nazareth: в том году они наконец достигли баланса в своем звучании, стали звёздами мирового масштаба и потеряли поддержку на родине.
Дэн Маккаферти: «Ступили на тропу экспериментирования, но в своём назаретовском русле. Остались довольны. Последний альбом, спродюсированный Роджером Гловером. Он по-прежнему наш добрый друг и вообще классный мужик. Приветище, Родж!».

## Список композиций
Авторы песен — Эгнью, Чарлтон, Маккаферти, Свит, кроме отмеченного.
1. Silver Dollar Forger, Pt. 1-2 — 5:36
2. Glad When You’re Gone — 4:17
3. Loved And Lost (Эгнью, Чарлтон, Маккаферти) — 5:12
4. Shanghai’d In Shanghai — 3:43
5. Jet Lag — 6:43
6. Light My Way — 4:09
7. Sunshine — 4:15
8. (a) Shapes of Things (Маккарти, Рэлф, Самвел-Смит)[3]
(b) Space Safari — 6:21

Бонус-треки с переиздания 1997 года:

## Участники записи
- Дэн Маккаферти — вокал
- Пит Эгнью — бас-гитара, гитара, вокал
- Мэнни Чарлтон — гитара, продюсирование
- Дэрел Свит — ударные, вокал
- Vicki Brown, Barry St. John, Liza Strike — вокал
- Джон Лорд — синтезатор, рояль («Glad When You’re Gone» и «Shanghai’d In Shanghai»)
- Richard Roy — ассистент звукорежиссёра
- Red Steel — статья
- Louie Austin — звукоинженер
- Mike Brown — перемикширование
- Mick Carpenter — куратор проекта
- Роджер Гловер — продюсирование

## Позиции в хит-парадах
| Хит-парад      | Наивысшая позиция |
| -------------- | ----------------- |
| Великобритания | 13                |
| США            | 157               |